# I fiendens närhet
I fiendens närhet (franska: L'ennemi Intime) är en fransk film vari man får följa Terrien, en idealistisk ung löjtnant som börjar tjänstgöra i Algeriet under det algeriska frihetskriget. Filmen spelades in i Atlasbergen i Marocko.

## Mottagande
Rotten Tomatoes anger att 57% har gett filmen en positiv recension och på IMDb får filmen 6,8 av 10 poäng.